# Shankar-Ehsaan-Loy
Shankar–Ehsaan–Loy è un trio musicale indiano composto da Shankar Mahadevan, Ehsaan Noorani e Loy Mendonsa. Produttori discografici, musicisti e polistrumentisti, Shankar–Ehsaan–Loy hanno composto la colonna sonora per oltre cinquanta pellicole in quattro lingue. Fra i musicisti indiani maggiormente acclamati dalla critica, il trio ha vinto oltre venti riconoscimenti, incluso un National Film Award, tre Filmfare Awards, tre IIFA Awards fra le numerose nomination ed i premi vinti. Spesso sono stati citati come l'"Amar Akbar Anthony" dell'industria cinematografica musicale indiana da numerosi critici musicali, fra cui il celebre critico Rajeev Masand.

## Membri
- Shankar Mahadevan (ஷங்கர் மகாதேவன்)
- Ehsaan Noorani (एहसान नूरानी)
- Loy Mendonsa (लोय मेंदोंसा)

## Discografia
- Dus(1997)
- Mission Kashmir (2000)
- Aalavandhan (2001)
- Dil Chahta Hai (2001)
- Kal Ho Naa Ho (2003)
- Lakshya (2004)
- Bunty Aur Babli (2005)
- Kabhi Alvida Naa Kehna (2006)
- Don: The Chase Begins Again (2006)
- Salaam-e-Ishq (2007)
- Jhoom Barabar Jhoom (2007)
- Heyy Babyy (2007)
- Johnny Gaddaar (2007)
- Stelle sulla terra (Taare Zameen Par) (2007)
- Rock On!! (2008)
- Luck By Chance (2008)
- Wake Up Sid (2009)
- Konchem Ishtam Konchem Kashtam (2009)
- My Name Is Khan (2010)
- Karthik Calling Karthik (2010)
- Housefull (2010)
- We Are Family (2010)
- Zindagi Na Milegi Dobara (2011)
- Don 2: The King is Back (2011)
- Vishwaroopam (2013)
- Bhaag Milkha Bhaag (2013)
- 2 States (2014)
- Dil Dhadakne Do (2015)
- Rock On!! 2 (2016)
- Saaho (2018)